# Heinkel HD 19
L'Heinkel HD 19 W (o Svenska Aero J 4) era un aereo idrovolante biplano "a scarponi" per la caccia navale sviluppato dalla Ernst Heinkel Flugzeugwerke.

## Sviluppo
L'Heinkel HD 19 W (le sigle HD e W sono le iniziali delle parole tedesche "Heinkel Doppeldecker", biplano e "Wasser", acqua) è stato l'unico caccia navale nella storia dell'aviazione militare svedese (Svenska Flygvapnet). Formatasi nel 1926, la Svenska Flygvapnet emise una specifica nel 1927 richiedendo un velivolo da destinare alla difesa delle fortificazioni costiere e delle navi della Marina. La specifica determinava il propulsore (il Bristol Jupiter VI, un motore radiale a nove cilindri raffreddato ad aria da 420 CV) e la configurazione dell'aereo, che avrebbe dovuto essere un idrovolante a scarponi. Il velivolo fu designato J 4 (la sigla J sta ad indicare in lingua svedese "Jagt", caccia) e due esemplari vennero ordinati alla Heinkel nel settembre 1927.
Nel frattempo la filiale svedese della Heinkel, la Svenska Aero AB basata a Lidingö (un'isola dell'arcipelago di Stoccolma) fece un'offerta per l'aviazione svedese e nell'ottobre 1928 venne formalizzato un ordine per quattro aerei supplementari. La prima consegna avvenne nel maggio del 1929, l'ultima nel settembre successivo.
Il motore era un Bristol Jupiter VI da 420 CV (un motore standard per l'aviazione svedese). I velivoli vennero numerati dall'aviazione dal 280 al 285 (dove i 282-285 corrispondevano agli esemplari fabbricati in Svezia).
L'aereo ospitava 2 persone ed era armato con due mitragliatrici fisse KSP M/22 calibro 8 millimetri davanti e un'altra KSP M/22 calibro 8 millimetri brandeggiabile dal passeggero del sedile posteriore. Il primo HD 19 effettuò le prove a Warnemünde nel luglio 1928 ed entrò in servizio presso la Wing F 2 a Hagernäs alcuni mesi più tardi. Date le limitate prestazioni i giorni per i caccia idrovolanti erano tramontati, per cui gli aerei in realtà vennero utilizzati per la ricognizione e la direzione del fuoco.
In particolare i galleggianti limitavano parecchio l'operatività e le prestazioni anche se l'HD 19 era stato progettato inizialmente con un carrello di atterraggio alternativo che poteva montare a seconda dei casi ruote o sci.
Nel 1934 i tre J 4 ancora sopravvissuti vennero trasferiti alla Wing F 1 a Västerås e messi in riserva. L'ultimo J 4 (il numero 281) fu ritirato il 31 agosto 1937 dopo una vita operativa di 812 ore di volo.

## Utilizzatori

### Militari
Svezia
- Svenska Flygvapnet